# Maurycy Trybulski
Maurycy Cyril Trybulski (Jastrzębia, 1883 – Varsavia, 7 agosto 1944) è stato un allevatore polacco.
Presidente del Comitato centrale per l'allevamento di animali da cortile in Polonia (Centralny Komitet do Spraw Hodowli Drobiu w Polsce) dal 1921 fino alla seconda guerra mondiale, Trybulski è stato anche uno scrittore prolifico e ha lasciato numerosi articoli e testi, considerati importanti per lo studio della zootecnia in Polonia.

## Biografia

### Formazione
Trybulski nacque nel 1883 a Jastrzębia, nella Polonia centro-orientale, da Matylda Polak e Jan Trybulski. Nel suo lavoro dedicato a Maurycy Trybulski, Jerzy Szuman ha scritto: "All'età di 10 anni aveva alcuni piccioni, ma i suoi genitori e fratelli maggiori, non comprendendo il suo interesse, cercarono di dissuaderlo dal tenerli e alla fine rimossero tutti gli uccelli in assenza del ragazzo. È stata, ha detto, una delle esperienze più difficili della sua infanzia".
Trybulski frequentò in seguito l'Istituto Agrario di Puławy e, dal 1905, continuò gli studi a San Pietroburgo. Dopo la laurea venne assegnato a lavorare in Russia come funzionario pubblico, prima a Ufa, una cittadina oltre i monti Urali, poi a Kaluga. Per qualche tempo operò anche a Mosca, dove organizzò una società locale di piccoli allevatori di bestiame.

### Anni '20 e '30

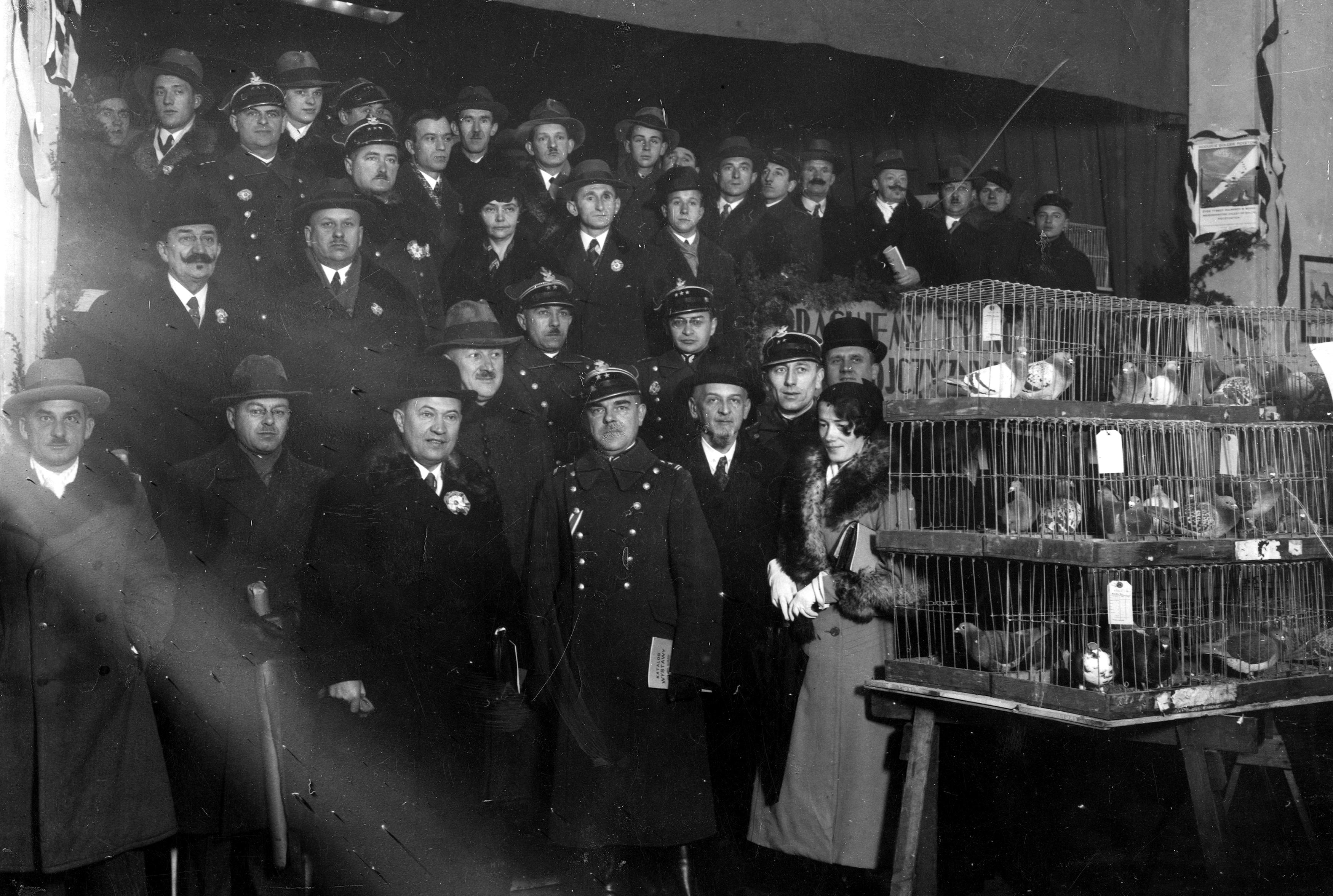
Inaugurazione di una esposizione di colombi a Varsavia, nel 1932 (Trybulski è il terzo da sinistra, nella prima fila)

A seguito del Trattato di Riga, nel 1921, Trybulski fu tra i primi polacchi a rientrare in patria e lo stesso anno divenne presidente del Comitato centrale per l'allevamento di animali da cortile in Polonia. Dal 1921 ricoprì anche il ruolo di redattore capo del bisettimanale illustrato "Polski Drób" (Animali da cortile della Polonia) e, negli anni successivi, cominciò anche a collaborare strettamente con il mensile "Hodowiec Gołębi Pocztowych" (Allevatori di colombi viaggiatori) e la rivista "Zagroda Wzorowa". Nel 1922 fu eletto presidente della neonata Società degli allevatori di piccioni e di pollame di Varsavia (Warszawskiego Towarzystwa Hodowców Drobiu i Gołębi) e segretario della Società polacca di zootecnia (Polskiego Towarzystwa Zootechnicznego). 

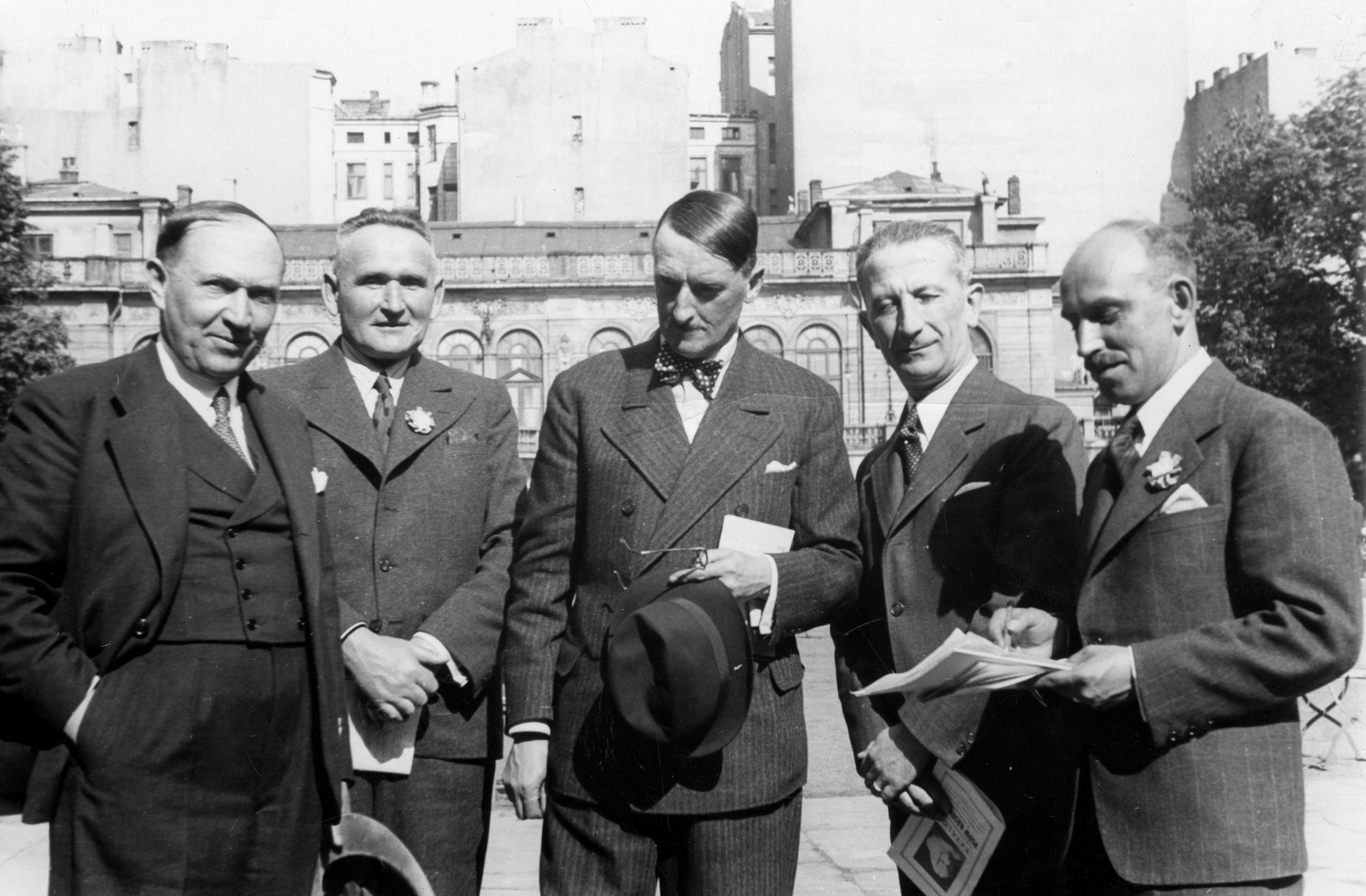
Giuria di un'esposizione canina a Varsavia nel 1938 (Trybulski è il primo a sinistra)

Durante gli anni '20 e gli anni '30 collaborò come docente con la facoltà di Agraria di Varsavia e l'Istituto di Agraria di Puławy. Nello stesso periodo fondò le Scuole di allevamento di pollame di Julin e di Chyliczki, e operò anche come giudice in molte competizioni nazionali di allevamento, nelle sezioni di pollame, piccioni, cani, gatti e animali da pelliccia. La sua intensa attività nel campo della zootecnia, sia in Polonia che nel resto dell'Europa, gli valse numerosi riconoscimenti, tra cui la nomina a membro onorario del Comitato espositivo cecoslovacco nel 1926, e membro onorario della Società degli allevatori di colombi di Leopoli nel febbraio 1928.
Nel 1934 fu tra i fondatori e presidente del primo Club cinofilo polacco (Związek Kynologiczny w Polsce), nato dalla sezione cinofila del Comitato centrale per l'allevamento di animali da cortile in Polonia. Insieme ai membri del Club cinofilo, Trybulski pubblicò la rivista "Pies Rasowy i jego hodowla w Polsce" (Cani di razza e il loro allevamento in Polonia). Nello stesso anno supportò anche la costituzione di un Club degli allevatori ed estimatori dei gatti di razza (Klubu Hodowców i Miłośników Kotów Rasowych), che diede inizio alle prime attività di redazione di un libro genealogico dei gatti di razza in Polonia.

### Seconda guerra mondiale
Durante l'occupazione nazista della Polonia, Trybulski grazie alla sua conoscenza della lingua tedesca, che parlava fluentemente, riuscì a salvare alcune persone dalle retate dei nazisti. Durante la rivolta di Varsavia, mise a disposizione il suo ufficio agli insorti che, da quelle finestre, spararono con una CKM wz. 30 contro la postazione dei nazisti, che a loro volta tenevano sotto tiro la Ridotta di Wawel (Redutę Wawelską). In risposta alla rivolta, a partire dal 4 agosto 1944, i nazisti iniziarono un'operazione di saccheggio e rastrellamento della popolazione civile di Varsavia. 
Il 7 agosto 1944 gli appartamenti di Trybulski furono incendiati dai nazisti. Il professore, vedendo il caseggiato in fiamme, si precipitò a salvare i piccioni che allevava sul terrazzo del suo appartamento, lì venne colpito e ucciso dal proiettile di un cecchino tedesco.

## Opere
Si conoscono oltre trenta titoli di volumi scritti da Trybulski e innumerevoli articoli sull'allevamento degli animali da cortile e del pollame, stimati in oltre 800 tra il 1922 e il 1939. Di seguito una bibliografia parziale:
- Hodowla morskich świnek (Allevamento delle cavie), 1922
- Króliki: rasy i hodowla (Conigli: razze e allevamento), 1922
- Kozy: rasy i hodowla (Capre: razze e allevamento), 1923
- Kury Plymouth-Rocki (Galline Plymouth Rock), 1924
- Kury: pochodzenie, rasy, hodowla (Galline: origine, razze, allevamento), 1925
- Gospodarski chów drobiu (Allevamento del pollame da fattoria), 1926
- Kury zielononóżki polskie: pochodzenie, wzorzec, metody doboru, wychowu i użytkowania (Galline polacche a zampe verdi: origine, standard, metodi di selezione, allevamento e utilizzo), 1927
- Jak chować kury, aby niosły dużo jaj (Come allevare il pollame in modo che aumenti la produzione di uova), 1927
- Psy: rasy, hodowla, tresura i leczenie (Cani: razze, allevamento, addestramento e cura), 1928
- Króliki: rasy, hodowla, użytkowanie i leczenie (Conigli: razze, allevamento, addestramento e cura), 1929
- Konkurs hodowli kur (Allevamento di pollame da competizione), 1929
- Konkurs wychowu i hodowli królików (Allevamento di conigli da competizione), 1929
- Piżmowce: ich życie, hodowle i użytkowanie (Topo muschiato: origine, allevamento e utilizzo), 1930
- Dzikie zwierzęta futerkowe: gatunki, hodowla, użytkowanie (Animali da pelliccia selvatici: specie, allevamento, utilizzo), 1930
- Dochodowy chów gęsi i kaczek (Allevamento redditizio di oche e anatre), 1930
- Gospodarski i amatorski chów gołębi opasowych, pocztowych i ozdobnych: z uwzględnieniem chorób gołębi i ich leczenia (Allevamento commerciale e amatoriale di piccioni da ingrasso, da volo e ornamentali: comprese le malattie dei piccioni e il loro trattamento), 1932
- Polskie wzorce królików i metody ich oceny (Standard per i conigli e metodi di valutazione in Polonia), 1934
- Kot domowy, jego rasy i hodowla (Gatto domestico, razze e allevamento), 1935
- Chów drobiu (Allevamento del pollame), 1936
- Pies gospodarski (Cane domestico), 1937
- Wychów królików (Allevamento dei conigli), 1938